# Ira Glass
Pour les articles homonymes, voir Glass.
Ira Glass, né le 3 mars 1959 à Baltimore dans le Maryland, est un journaliste producteur et animateur de radio américain. Il remporte en 2020 le prix Pulitzer récompensant un reportage audio pour un épisode, The Out Crowd, de son émission la plus connue, This American Life.

## Biographie

### Jeunesse et formation
Né en 1959 à Baltimore, est le fils de Barry et Shirley Glass. 
Après ses études secondaires, il est accepté à l'université Brown de Providence, dans l’État du Rhode Island où il obtient un baccalauréat universitaire (licence) en sémiotique en 1982,,,.

### Carrière
Engagé à l’âge de 19 ans par le réseau NPR au siège social de la station à Washington, D.C., il est reporter et animateur pour plusieurs émissions phare du réseau public dont Morning Edition, All Things Considered et Talk of the Nation (en).
Il est le créateur et l’animateur de l’émission This American Life,, diffusée depuis 1995 sur la station de radio publique WBEZ basée à Chicago. Cette émission sort à l'époque des formats traditionnels : on y entend des textes d’écrivains, associés à des voix qui racontent des histoires du quotidien. Mené par un ou plusieurs narrateurs, souvent des journalistes ayant procédé à une enquête sur le sujet choisi, les épisodes de cette émission sont très écrits et compilent des anecdotes, des citations et des sons recueillis sur le terrain. « Glass a inventé une méthodologie complète, qui se concentre sur les arcs narratifs et utilise des techniques scénaristiques rarement appliquées au documentaire », explique Sonia Kronlund, (productrice de l’émission de France Culture Les Pieds sur terre (émission de radio)). Parmi les centaines d'épisodes archivés en ligne, on trouve par exemple des sujets assez personnels (comme sur deux bébés échangés à la maternité en 1951, ou « Notes on Camp », inspiré de souvenirs de colonies de vacances), des reportages (comme deux épisodes de 2013 consacrées à une fusillade dans une High school de Chicago, construit après une longue enquête), et The Out Crowd, l’épisode, diffusé mi-novembre 2019, qui remporte en 2020 le prix Pulitzer. Dans cet épisode, trois reporters (le premier étant Ira Glass) y racontent, en trois actes comme d'habitude, les effets  de la  politique  de l’administration Trump, vis-à-vis des demandeurs d’asile mexicains. Un titre de Johnny Cash, These Are My People, termine l'émission.
Il a plus de quarante ans de carrière à la radio publique.

### Vie personnelle
À partir de 1989, il vit avec la dessinatrice de bande dessinée Linda Barry, ils séparent en 1995,,.
En 2005, il épouse Anaheed Alani, une auteure et éditrice, ils divorcent en 2017.
Ira Glass est un des cousins du compositeur Philip Glass qu'il a interviewé en 2012.

## Prix et distinctions
- 2009 : lauréat du Edward R. Murrow Award (Corporation for Public Broadcasting) (en) pour son émission This American Life[13],[14],
- 2012 : lauréat du Prix George-Polk, décerné par l'université de Long Island (LIU) pour son émission This American Life[15],[16],
- 2012 : élévation au titre de Docteur honoris causa par le Goucher College (en) de Towson, dans le  Maryland[17],[18],
- 2013 : récipiendaire de la Medal for Spoken Language décernée par l'Académie américaine des arts et des lettres[19],
- 2014 : lauréat du Peabody Awards décerné à l'Henry W. Grady College of Journalism and Mass Communication (en)[20],[21],
- 2014 : cérémonie d'entrée au National Radio Hall of Fame (en)[22],
- 2020 : lauréat du Prix Pultitzer, catégorie "reportage audio"(Audio Reporting)[23],[24],[25],

## Filmographie
- 2012 : Sleepwalk with Me de Mike Birbiglia (scénariste et acteur)
- 2020 : Scooby ! (Scoob!) de Tony Cervone : lui-même (voix)